# Francis Russell, marchese di Tavistock
Francis Russell, marchese di Tavistock (Armagh, 27 settembre 1739 – Woburn, 22 marzo 1767), è stato un politico britannico.

## Biografia
Il marchese di Tavistock era figlio di John Russell, IV duca di Bedford e di lady Gertrude Leveson-Gower; apparteneva all'alta nobiltà britannica, alla famiglia dei Russell, che possedeva il titolo di duca di Bedford.
Dal 1759 al 1761, dopo la laurea al Trinity College (Cambridge), fece parte della Camera dei Comuni d'Irlanda per il partito whig per l'Armagh Borough; fu poi membro della Camera dei Comuni per il Bedfordshire fino al 1767.

## Matrimonio
L'8 giugno 1764 sposò lady Elizabeth Keppel, figlia del conte Willem van Keppel e sorella di Augustus Keppel, I visconte Keppel, e di George Keppel, III conte di Albemarle; ebbero tre figli:
1. Francis Russell, V duca di Bedford (1765-1802);
2. John Russell, VI duca di Bedford (1766-1839);
3. Lord William Russell (1767-1840).

Lord Tavistock morì nel 1767, prima della morte di suo padre al quale successe come duca di Bedford il primogenito di Francis ed Elizabeth, Francis Russell, V duca di Bedford.

## Ascendenza
|                                         |                                    |                                                 | Genitori                                    |  |  | Nonni |  |  | Bisnonni                      |  |  | Trisnonni                          |  |
|                                         |                                    |                                                 |                                             |  |  |       |  |  | William Russell, lord Russell |  |  | William Russell, I duca di Bedford |  |
|                                         |                                    |                                                 |                                             |  |  |       |  |  | William Russell, lord Russell |  |  | William Russell, I duca di Bedford |  |
|                                         |                                    | lady Anne Carr                                  |                                             |  |  |       |  |  | William Russell, lord Russell |  |  |                                    |  |
| Wriothesley Russell, II duca di Bedford |                                    |                                                 |                                             |  |  |       |  |  | William Russell, lord Russell |  |  |                                    |  |
|                                         |                                    | lady Rachel Wriothesley                         | Thomas Wriothesley, IV conte di Southampton |  |  |       |  |  |                               |  |  |                                    |  |
|                                         |                                    | lady Rachel Wriothesley                         | Thomas Wriothesley, IV conte di Southampton |  |  |       |  |  |                               |  |  |                                    |  |
|                                         |                                    | lady Rachel Wriothesley                         | Rachel de Massue de Rouvigny                |  |  |       |  |  |                               |  |  |                                    |  |
| John Russell, IV duca di Bedford        |                                    | lady Rachel Wriothesley                         |                                             |  |  |       |  |  |                               |  |  |                                    |  |
|                                         |                                    | John Howland                                    | Jeffrey Howland                             |  |  |       |  |  |                               |  |  |                                    |  |
|                                         |                                    | John Howland                                    | Jeffrey Howland                             |  |  |       |  |  |                               |  |  |                                    |  |
|                                         |                                    | John Howland                                    | Grisogona Langley                           |  |  |       |  |  |                               |  |  |                                    |  |
| Elizabeth Howland                       |                                    | John Howland                                    |                                             |  |  |       |  |  |                               |  |  |                                    |  |
|                                         |                                    | Elizabeth Child                                 | sir Josiah Child, I baronetto               |  |  |       |  |  |                               |  |  |                                    |  |
|                                         |                                    | Elizabeth Child                                 | sir Josiah Child, I baronetto               |  |  |       |  |  |                               |  |  |                                    |  |
|                                         |                                    | Elizabeth Child                                 | Hannah Boate                                |  |  |       |  |  |                               |  |  |                                    |  |
| Francis Russell, marchese di Tavistock  |                                    | Elizabeth Child                                 |                                             |  |  |       |  |  |                               |  |  |                                    |  |
|                                         | John Leveson-Gower, I barone Gower | sir William Leveson-Gower, IV baronetto         |                                             |  |  |       |  |  |                               |  |  |                                    |  |
|                                         | John Leveson-Gower, I barone Gower | sir William Leveson-Gower, IV baronetto         |                                             |  |  |       |  |  |                               |  |  |                                    |  |
|                                         | John Leveson-Gower, I barone Gower | lady Jane Granville                             |                                             |  |  |       |  |  |                               |  |  |                                    |  |
| John Leveson-Gower, I conte Gower       | John Leveson-Gower, I barone Gower |                                                 |                                             |  |  |       |  |  |                               |  |  |                                    |  |
|                                         |                                    | lady Catherine Manners                          | John Manners, I duca di Rutland             |  |  |       |  |  |                               |  |  |                                    |  |
|                                         |                                    | lady Catherine Manners                          | John Manners, I duca di Rutland             |  |  |       |  |  |                               |  |  |                                    |  |
|                                         |                                    | lady Catherine Manners                          | hon. Catherine Wriothesley Noel             |  |  |       |  |  |                               |  |  |                                    |  |
| lady Gertrude Leveson-Gower             |                                    | lady Catherine Manners                          |                                             |  |  |       |  |  |                               |  |  |                                    |  |
|                                         |                                    | Evelyn Pierrepont, I duca di Kingston-upon-Hull | Robert Pierrepont                           |  |  |       |  |  |                               |  |  |                                    |  |
|                                         |                                    | Evelyn Pierrepont, I duca di Kingston-upon-Hull | Robert Pierrepont                           |  |  |       |  |  |                               |  |  |                                    |  |
|                                         |                                    | Evelyn Pierrepont, I duca di Kingston-upon-Hull | Elizabeth Evelyn                            |  |  |       |  |  |                               |  |  |                                    |  |
| lady Evelyn Pierrepont                  |                                    | Evelyn Pierrepont, I duca di Kingston-upon-Hull |                                             |  |  |       |  |  |                               |  |  |                                    |  |
|                                         |                                    | lady Mary Feilding                              | William Feilding, III conte di Denbigh      |  |  |       |  |  |                               |  |  |                                    |  |
|                                         |                                    | lady Mary Feilding                              | William Feilding, III conte di Denbigh      |  |  |       |  |  |                               |  |  |                                    |  |
|                                         |                                    | lady Mary Feilding                              | Mary King                                   |  |  |       |  |  |                               |  |  |                                    |  |
|                                         |                                    | lady Mary Feilding                              |                                             |  |  |       |  |  |                               |  |  |                                    |  |